# 惠勒縣 (德克薩斯州)
惠勒縣（英語：Wheeler County）是美國德克薩斯州西部的一個縣。面積2,371平方公里。根據美國2000年人口普查，共有人口5,284人。縣治惠勒（Wheeler）。
成立於1876年，縣政府成立於1879年4月12日。縣名紀念德克薩斯州最高法院首席法官Royal Tyler Wheeler。